# Островные территории Токио
Островные территории Токио (яп. 東京都島嶼部, とうきょうととうしょぶ то:кё:то то:сёбу) — составная часть японской префектуры Токио. Включает в себя отдалённые острова Идзу и Огасавара, идущие вдоль Идзу-Бонинского жёлоба (другое название — Идзу-Огасаварские острова). Протяжённость островов с севера на юг — 1200 км. По состоянию на 2011 год к островным территориям принадлежали 4 округа, в состав которых входило 2 посёлка и 7 сёл:

Острова Идзу и Огасавара

- Округ Осима (посёлок Осима, сёла Тосима, Ниидзима и Кодзусима);
- Округ Мияке (село Мияке и Микурадзима);
- Округ Хатидзё (городок Хатидзё и село Аогасима).
- Округ Огасавара (село Огасавара)

С 1868 по 1896 года островные территории входили в состав префектуры Нираяма. Транспортное сообщение происходит при помощи паромов и самолётов.